# 羽生田光一
もしかして
- 萩生田光一

ではありませんか？